# وسام الشيخ عيسى بن سلمان آل خليفة
وسام الشيخ عيسى بن سلمان آل خليفة، هو أرفع وسام في مملكة البحرين، سمي الوسام على اسم عيسى بن سلمان آل خليفة، أمير دولة البحرين سابقًا.

## التاريخ
تأسست الجائزة من قبل الملك حمد الثاني في 06 أكتوبر 1999.

## الدرجات
يتألف «وسام الشيخ عيسى بن سلمان آل خليفة»، من درجات خمس، هي:
- الدرجة الممتازة، والدرجة الأولى، والدرجة الثانية، والدرجة الثالثة، والدرجة الرابعة.

ويمنح هذا الوسام، بأمر ملكي يحدد درجة هذا الوسام للفئات الآتية:
1. رؤساء الدول ورؤساء الحكومات وأولياء العهد وكبار أفراد العائلة الحاكمة والوزراء ومن في حكمهم من مدنيين وعسكريين.
2. وكلاء الوزارات والوكلاء المساعدين وأعضاء الهيئات التشريعية والاستشارية ومن في حكمهم من عسكريين ومدنيين وأفراد القطاع الخاص.
3. مدراء وقادة الوحدات العسكرية ومن في حكمهم من المواطنين الذين لهم إسهامات في خدمة الوطن.

## المستلمون البارزون
- الملك سلمان بن عبدالعزيز آل سعود، خادم الحرمين الشريفين.[2]
- الأمير مشعل الاحمد الجابر الصباح، أمير دولة الكويت.[3]
- الأمير صباح الاحمد الجابر الصباح، أمير دولة الكويت الأسبق
- الملك عبدالله بن عبدالعزيز آل سعود، خادم الحرمين الشريفين السابق.[4]
- محمد بن سلمان آل سعود، ولي عهد المملكة العربية السعودية، ووزير الدفاع السعودي.[5]
- عبدالفتاح السيسي، الرئيس السادس لجمهورية مصر العربية.[6]
- الباجي قائد السبسي، رئيس الجمهورية التونسية السابق.[7]
- محمد بن راشد آل مكتوم، نائب رئيس دولة الإمارات العربية، وحاكم إمارة دبي.[8]
- تميم بن حمد آل ثاني، أمير دولة قطر.[9]
- رجب طيب أردوغان، رئيس تركيا.[10]
- جايير بولسونارو، رئيس البرازيل.[11]